# Budapesti AK
El Budapesti AK es un equipo de fútbol de Hungría que juega en la BLSZ III, sexta división de fútbol en el país.

## Historia
Fue fundado en el año 1900 en la capital Budapest por un grupo de disidentes del MTK Budapest como un club multideportivo con secciones en lucha olímpica y atletismo debido a que en aquel tiempo el MTK no contaba con sección de fútbol.
En 1905 es campeón de la NB2 y logra por primera vez el ascenso a la NB1 donde terminó en cuarto lugar.
En la temporada de 1908 llega a la final de la Copa de Hungría donde pierde la final 2-7 ante el Ferencvarosi TC, y su mejor temporada en la primera división fue la de 1911/12 en la que terminó en tercer lugar, y un año después vuelve a llegar a la final de la Copa de Hungría en la que vuelve a perder ante el Ferencvarosi TC 1-2. En los siguientes 15 años permanecieron en la primera división hasta que descienden en la temporada 1920/21 al perder la ronda de playoff.
El club terminaría desapareciendo en 1947, pero es refundado en 2018 por un grupo de seguidores del viejo club en la sexta división nacional.

## Nombres
- 1900-1910: Budapesti Athletikai Klub
- 1910: Se fusiona con el Csepeli Athletikai Club
- 1910-1911: Budapest-Csepeli Athletikai Klub
- 1911-1926: Budapesti Atlétikai Klub
- 1920: Se fusiona con el Nemzeti Torna Club
- 1926-1928: Budapesti Atlétikai Klub FC
- 1928 -: Budapesti Atlétikai Klub Testgyakorlók Köre
- 2018: Budapesti Atlétikai Klub

## Palmarés
- NB2: 1

1905

## Jugadores

### Jugadores destacados
- Ernő Egri Erbstein[5]

## Clubes Afiliados
- Corinthian-Casuals FC[6]